# جمعیت جهان

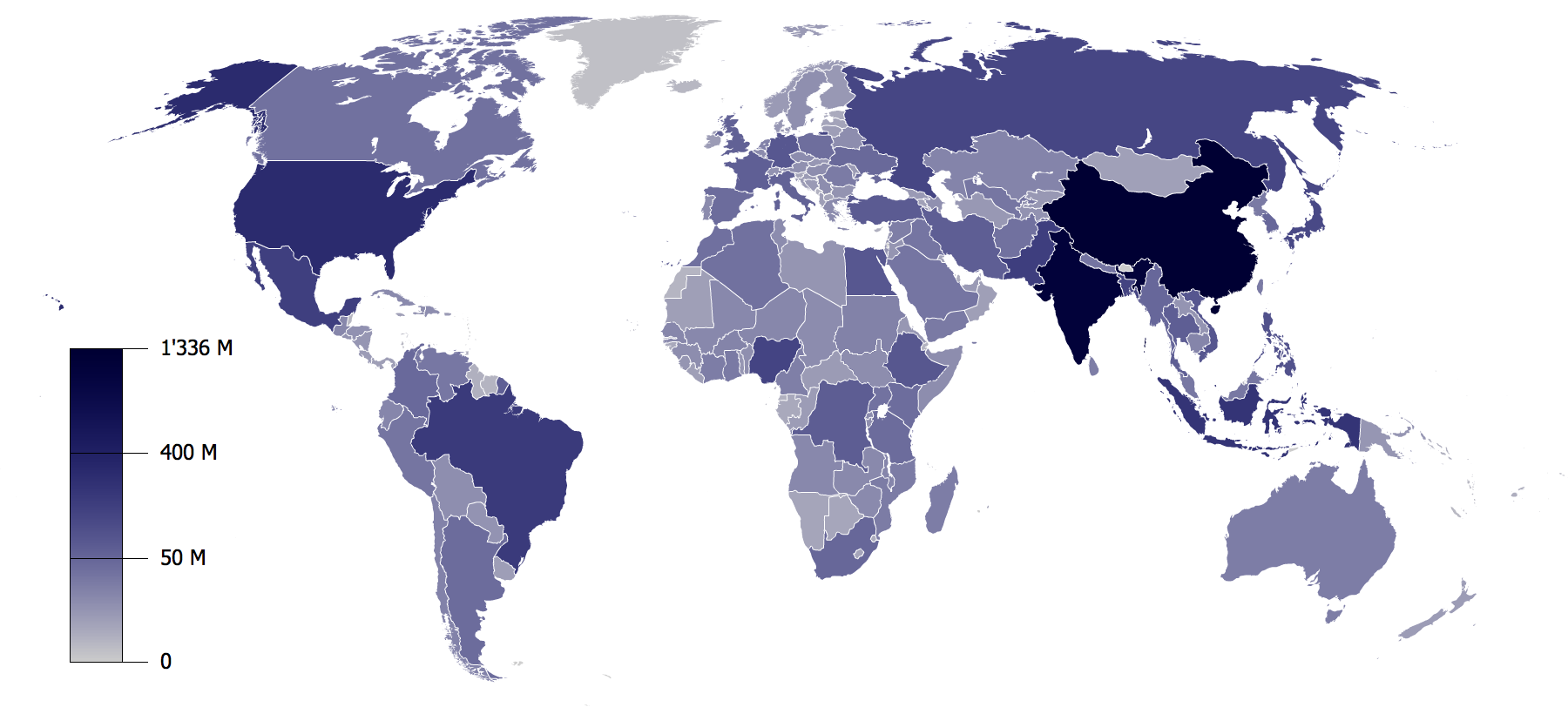
نقشهٔ کشورهای جهان و جمعیت آن‌ها: چین و هند، با هم حدود ۳ میلیارد جمعیت دارند که در مجموع بیش از یک‌سوم جمعیت جهان را به‌طور کامل شامل می‌شود. (همچنین ببینید: فهرست کشورهای جهان به ترتیب جمعیت).

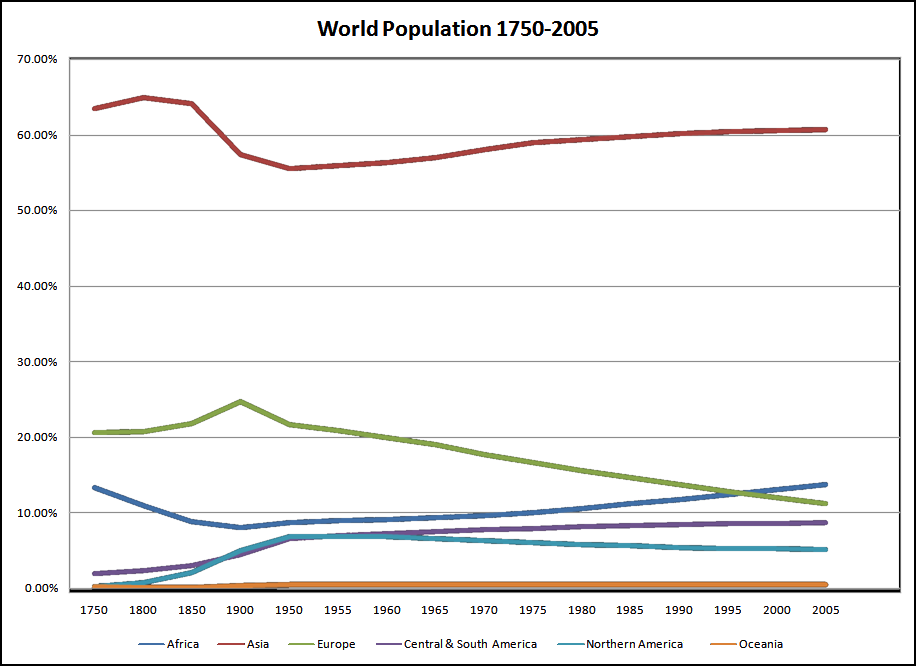
درصد جمعیت قاره‌ها از کل جمعیت جهان از سال ۱۷۵۰ تا ۲۰۰۵ میلادی

جمعیت جهان به کل تعداد افراد بشر بر روی زمین در مقطعی از زمان می‌گویند. بنا بر تخمین سازمان ملل متحد، جمعیت جهان در نوامبر ۲۰۲۲ از مرز ۸ میلیارد تَن گذشت.
جمعیت جهان از هنگام پایان قحطی بزرگ و مرگ سیاه (همه‌گیری طاعون) در سال ۱۳۵۰ میلادی رشد سریعی را آغاز کرد و از جمعیت جهان حدود ۳۷۲ میلیون تن، به مقدار کنونی افزایش یافت. رشد جمعیت سالانه برای مدت کوتاهی در دههٔ ۱۹۵۰ و برای مدت طولانی‌تری در دههٔ ۱۹۶۰ و ۱۹۷۰ به بالاتر از ۱٫۸ درصد رسید و در سال ۱۹۶۳ حداکثر رشد ۲٫۳ درصدی را تجربه کرد. شتاب نرخ رشد جمعیت پس از آن رو به کاهش تا سال ۲۰۱۱ به ۱٫۱ درصد رسیده‌است. در این سال حدود ۱۳۴ میلیون تَن متولد و ۵۰ میلیون تَن درگذشتند. پیش‌بینی می‌شود در سال‌های آینده میزان تولد در همین رقم ثابت بماند اما میزان مرگ و میر افزایش یافته و تا سال ۲۱۴۰ به ۸۰ میلیون تَن در سال برسد.

## جمعیت جهان در سال‌های مختلف
| منطقه                   | ۱۷۵۰ | ۱۸۰۰ | ۱۸۵۰ | ۱۹۰۰ | ۱۹۵۰ | ۱۹۹۹ | ۲۰۵۰ | ۲۱۵۰ |
| ----------------------- | ---- | ---- | ---- | ---- | ---- | ---- | ---- | ---- |
| جهان                    | ۷۹۱  | ۹۷۸  | ۱۲۶۲ | ۱۶۰۰ | ۲۵۲۱ | ۵۹۷۸ | ۸۹۰۹ | ۹۷۴۶ |
| آفریقا                  | ۱۰۶  | ۱۰۷  | ۱۱۱  | ۱۳۳  | ۲۲۱  | ۷۶۷  | ۱۷۶۶ | ۲۳۰۸ |
| آسیا                    | ۵۰۲  | ۶۳۵  | ۸۰۹  | ۹۴۷  | ۱۴۰۲ | ۳۶۳۴ | ۵۲۶۸ | ۵۵۶۱ |
| اروپا                   | ۱۶۳  | ۲۰۳  | ۲۷۶  | ۴۰۸  | ۵۴۷  | ۷۲۹  | ۶۲۸  | ۵۱۷  |
| آمریکای لاتین و کارائیب | ۱۶   | ۲۴   | ۳۸   | ۷۴   | ۱۶۷  | ۵۱۱  | ۸۰۹  | ۹۱۲  |
| آمریکای شمالی           | ۲    | ۷    | ۲۶   | ۸۲   | ۱۷۲  | ۳۰۷  | ۳۹۲  | ۳۹۸  |
| اقیانوسیه               | ۲    | ۲    | ۲    | ۶    | ۱۳   | ۳۰   | ۴۶   | ۵۱   |

| منطقه                   | ۱۷۵۰ | ۱۸۰۰ | ۱۸۵۰ | ۱۹۰۰ | ۱۹۵۰ | ۱۹۹۹ | ۲۰۵۰ | ۲۱۵۰ |
| ----------------------- | ---- | ---- | ---- | ---- | ---- | ---- | ---- | ---- |
| جهان                    | ۱۰۰  | ۱۰۰  | ۱۰۰  | ۱۰۰  | ۱۰۰  | ۱۰۰  | ۱۰۰  | ۱۰۰  |
| آفریقا                  | ۱۳/۴ | ۱۰/۹ | ۸/۸  | ۸/۱  | ۸/۸  | ۱۲/۸ | ۱۹/۸ | ۲۳/۷ |
| آسیا                    | ۶۳/۵ | ۶۴/۹ | ۶۴/۱ | ۵۷/۴ | ۵۵/۶ | ۶۰/۸ | ۵۹/۱ | ۵۷/۱ |
| اروپا                   | ۲۰/۶ | ۲۰/۸ | ۲۱/۹ | ۲۴/۷ | ۲۱/۷ | ۱۲/۲ | ۷/۰  | ۵/۳  |
| آمریکای لاتین و کارائیب | ۲/۰  | ۲/۵  | ۳/۰  | ۴/۵  | ۶/۶  | ۸/۵  | ۹/۱  | ۹/۴  |
| آمریکای شمالی           | ۰/۳  | ۰/۷  | ۲/۱  | ۵/۰  | ۶/۸  | ۵/۱  | ۴/۴  | ۴/۱  |
| اقیانوسیه               | ۰/۳  | ۰/۲  | ۰/۲  | ۰/۴  | ۰/۵  | ۰/۵  | ۰/۵  | ۰/۵  |

رشد جمعیت تغییر در جمعیت گونه‌ای از موجودات در بازه‌ای از زمان است. در زیست‌شناسی، رشد جمعیت برای اشاره به هر موجود زنده شناخته شده‌ای بکار می‌رود، اما در این نوشتار عمدتاً به رشد جمعیت بشر در جمعیت‌شناسی پرداخته می‌شود. مدل رشد مالتوس، مدل لجستیک و مدل رشد سولو نمونه‌هایی از مدل‌های ساده برای رشد جمعیت هستند.
جمعیت انسان از ۱۰ هزار سال قبل از میلاد تا ۲۰۰۰ میلادی

## ۳۰ کشور دارای بیشترین جمعیت
| جایگاه | کشور                  | جمعیت         | تاریخ اعلام   | درصد از کل جمعیت جهان |
|        |                       |               |               |                       |
|        |                       |               |               |                       |
| ۱      | هند                   | ۱٬۴۲۸٬۵۱۱٬۳۶۱ | ‏۲۵ فوریه ۲۰۲۳ | ۱۸.۱۱٪                |
| ۲      | چین                   | ۱٬۴۲۵٬۰۷۶٬۹۲۰ | ‏۲۵ فوریه ۲۰۲۳ | ۱۷/۷۲٪                |
| ۳      | امریکا                | ۳۳۷٬۹۳۸٫۰۰۰   | ‏۲۵ فوریه ۲۰۲۳ | ۴/۱۹٪                 |
| ۴      | اندونزی               | ۲۸۳٬۱۹۹٬۰۶۲   | ‏۲۵ فوریه ۲۰۲۳ | ۳/۵۱٪                 |
| ۵      | پاکستان               | ۲۳۳٬۵۸۰٬۱۹۹   | ‏۲۵ فوریه ۲۰۲۳ | ۲/۹۰٪                 |
| ۶      | نیجریه                | ۲۲۱٫۱۸۸٫۰۰۰   | ‏۲۵ فوریه ۲۰۲۳ | ۲/۷۴٪                 |
| ۷      | برزیل                 | ۲۱۷٫۹۴۶٫۰۰۰   | ‏۲۵ فوریه ۲۰۲۳ | ۲/۷۰٪                 |
| ۸      | بنگلادش               | ۱۷۰٬۱۵۳٬۹۶۶   | ‏۲۵ فوریه ۲۰۲۳ | ۲/۱۱٪                 |
| ۹      | روسیه                 | ۱۴۶٬۰۹۲٬۱۲۷   | ۲۵ فوریه ۲۰۲۳ | ۱/۸۱٪                 |
| ۱۰     | مکزیک                 | ۱۳۳٬۸۷۲٬۵۹۷   | ۲۵ فوریه ۲۰۲۳ | ۱/۶۶٪                 |
| ۱۱     | ژاپن                  | ۱۲۶٬۱۹۶٬۸۷۵   | ۲۵ فوریه ۲۰۲۳ | ۱/۵۷٪                 |
| ۱۲     | اتیوپی                | ۱۲۲٬۸۳۸٬۳۵۱   | ۲۵ فوریه ۲۰۲۳ | ۱٫۵۲٪                 |
| ۱۳     | فیلیپین               | ۱۱۴٬۳۷۳٫۹۹۵   | ‏۲۵ فوریه ۲۰۲۳ | ۱/۴۲٪                 |
| ۱۴     | مصر                   | ۱۰۸٬۵۰۸٬۵۶۴   | ‏۲۵ فوریه ۲۰۲۳ | ۱/۳۵٪                 |
| ۱۵     | ویتنام                | ۱۰۰٬۳۶۶٬۶۳۱   | ‏۲۵ فوریه ۲۰۲۳ | ۱٫۲۴٪                 |
| ۱۶     | جمهوری دموکراتیک کنگو | ۹۷٬۲۸۹٬۱۲۸    | ‏۲۵ فوریه ۲۰۲۳ | ۱٫۲۱٪                 |
| ۱۷     | ایران                 | ۸۹،۰۲۲،۲۵۴    | ۱۰ آوریل ۲۰۲۴ | ۱٫۱۰٪                 |
| ۱۸     | ترکیه                 | ۸۴،۰۰۰،۰۰۰    | ‏۲۵ فوریه ۲۰۲۳ | ۱٫۰۸٪                 |
| ۱۹     | آلمان                 | ۸۳٬۸۱۷٬۵۸۵    | ‏۲۵ فوریه ۲۰۲۳ | ۱٫۰۴٪                 |
| ۲۰     | تایلند                | ۷۰٬۵۴۵٬۱۲۹    | ‏۲۵ فوریه ۲۰۲۳ | ۰٫۸۸٪                 |
| ۲۱     | بریتانیا              | ۶۹٬۰۵۸٬۱۲۹    | ‏۲۵ فوریه ۲۰۲۳ | ۰٫۸۶٪                 |
| ۲۲     | فرانسه                | ۶۶٬۱۳۱٬۱۲۹    | ‏۲۵ فوریه ۲۰۲۳ | ۰٫۸۲٪                 |
| ۲۳     | تانزانیا              | ۶۴٬۹۳۸٬۱۲۹    | ‏۲۵ فوریه ۲۰۲۳ | ۰٫۸۱٪                 |
| ۲۴     | آفریقای جنوبی         | ۶۰٬۹۶۸٬۱۲۹    | ‏۲۵ فوریه ۲۰۲۳ | ۰٫۷۶٪                 |
| ۲۵     | ایتالیا               | ۶۰٬۶۴۱٬۱۲۹    | ‏۲۵ فوریه ۲۰۲۳ | ۰٫۷۵٪                 |
| ۲۶     | کنیا                  | ۵۷٬۷۴۹٬۱۲۹    | ‏۲۵ فوریه ۲۰۲۳ | ۰٫۷۲٪                 |
| ۲۷     | میانمار               | ۵۵٬۶۴۱٬۱۲۹    | ‏۲۵ فوریه ۲۰۲۳ | ۰٫۶۹٪                 |
| ۲۸     | کلمبیا                | ۵۲٬۱۹۴٬۱۲۹    | ‏۲۵ فوریه ۲۰۲۳ | ۰٫۶۵٪                 |
| ۲۹     | کره جنوبی             | ۵۲٬۰۳۳٬۱۲۹    | ‏۲۵ فوریه ۲۰۲۳ | ۰٫۶۵٪                 |
| ۳۰     | اوگاندا               | ۴۹٬۸۰۴٬۱۲۹    | ‏۲۵ فوریه ۲۰۲۳ | ۰٫۶۳٪                 |

جمعیت قاره‌های جهان
| جایگاه | قاره          | جمعیت         | درصد از کل جمعیت جهان | پرجمعیت‌ترین کشور قاره |
| ------ | ------------- | ------------- | --------------------- | --------------------- |
| ۱      | آسیا          | ۴٬۷۸۰٬۲۱۳٬۹۴۶ | ۵۹٫۷۶٪                | هند                   |
| ۲      | آفریقا        | ۱٬۴۳۴٬۸۷۵٬۹۴۶ | ۱۶٫۷۲٪                | نیجریه                |
| ۳      | اروپا         | ۷۵۱٬۴۱۸٬۶۲۳   | ۹٫۷۸٪                 | روسیه                 |
| ۴      | آمریکای شمالی | ۶۰۷٬۹۵۹٬۶۶۹   | ۸٫۴۲٪                 | امریکا                |
| ۵      | آمریکای جنوبی | ۴۴۳٬۹۳۸٬۱۰۸   | ۴٫۷۳٪                 | برزیل                 |
| ۶      | اقیانوسیه     | ۴۴٬۵۲۲٬۱۰۴    | ۰٫۵۴٪                 | استرالیا              |

## توزیع سنی
هنوز مشخصات کامل داده نشده‌است.

## پیش‌بینی جمعیت
شمار همهٔ انسان‌هایی که از زمان پیدایش انسان خردمند در حدود ۲۰۰ تا ۳۰۰ هزار سال پیش تا به امروز بر روی زمین زیسته‌اند، ۱۱۷.۱ میلیارد تَن برآورد شده‌است. هم‌اکنون بر روی کرهٔ زمین بیشتر از 8.055.869.703 میلیارد تَن زندگی می‌کنند.

## نگارخانه
